# Rhipidia subcostalis
Rhipidia subcostalis är en tvåvingeart som beskrevs av Alexander 1922. Rhipidia subcostalis ingår i släktet Rhipidia och familjen småharkrankar. Inga underarter finns listade i Catalogue of Life.